# انرژی کشندی

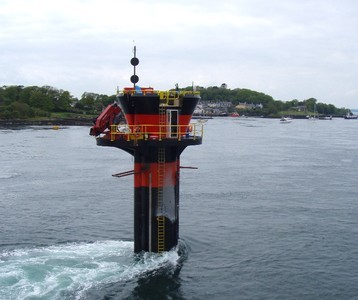
اولین نمونهٔ تجاری ساخته‌شده مبدل انرژی سی‌گن در ایرلند

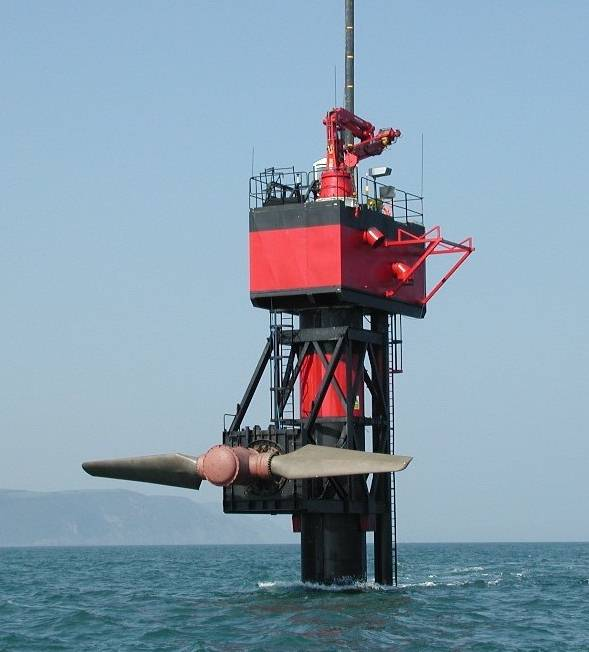
مبدل انرژی کشندی سی‌گن با توربین ۳۰۰ کیلووات

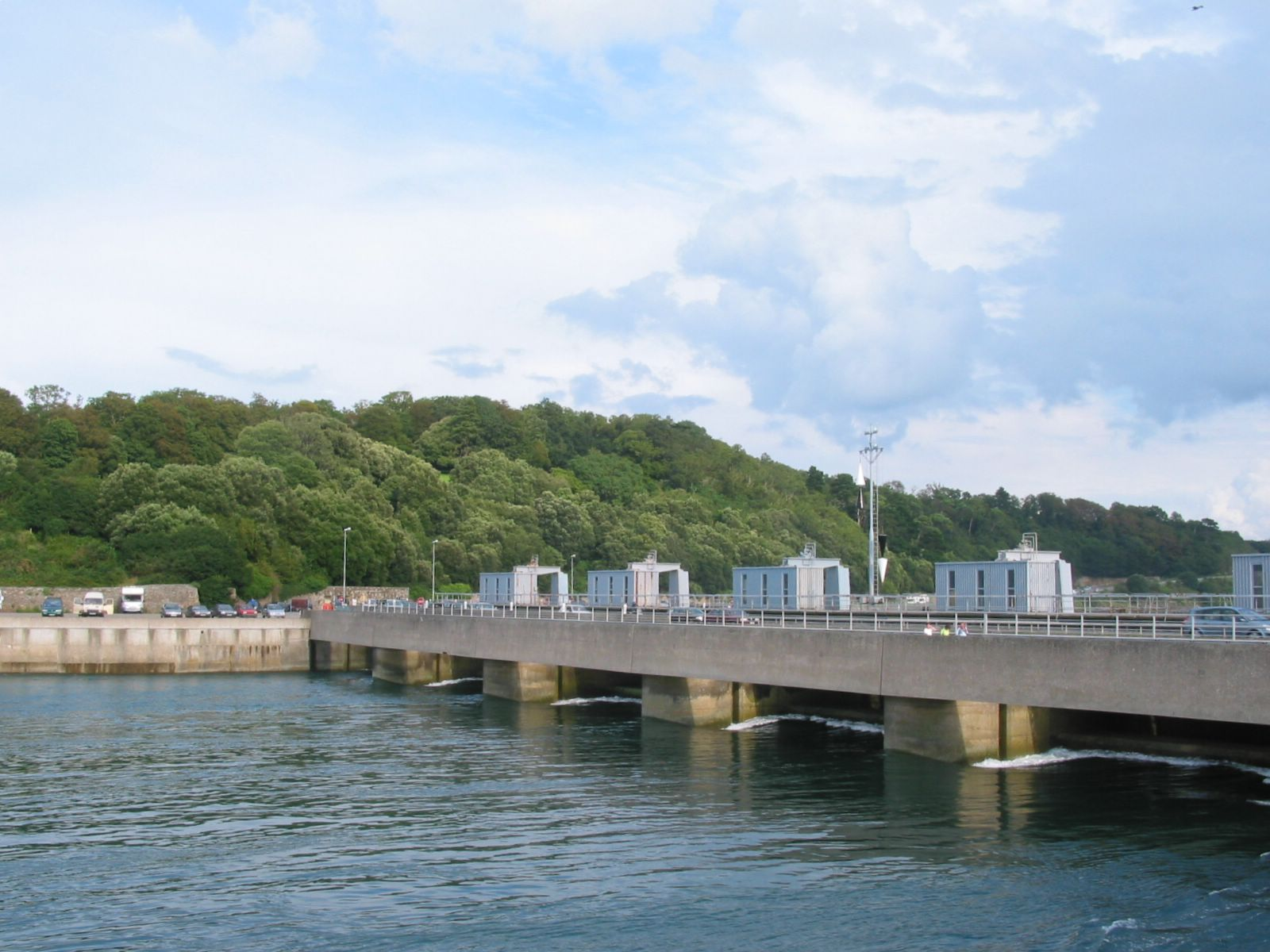
نیروگاه جزرومدی رانسه با ظرفیت تولید ۲۴۰ مگاوات بر روی رودخانهٔ رانسه (Rance) در فرانسه

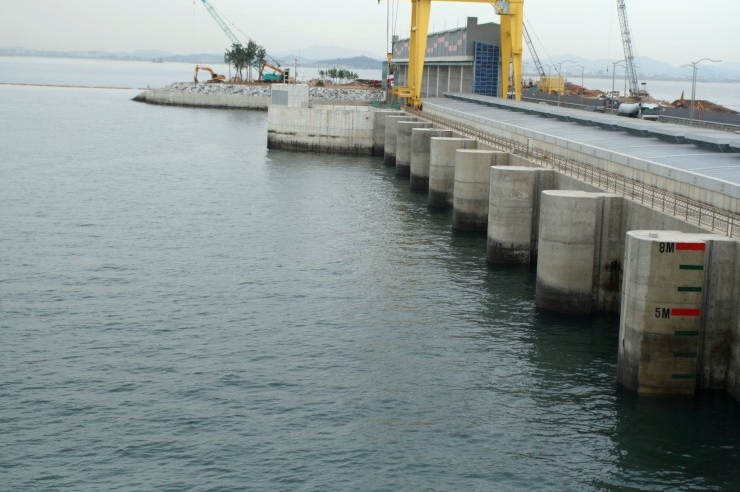
نیروگاه کشندی دریاچه سیهوا که در استان گیونگی-دو، کره جنوبی؛ بزرگ‌ترین نیروگاه جزر و مدی دنیا با ظرفیت تولید ۲۵۴ مگاوات

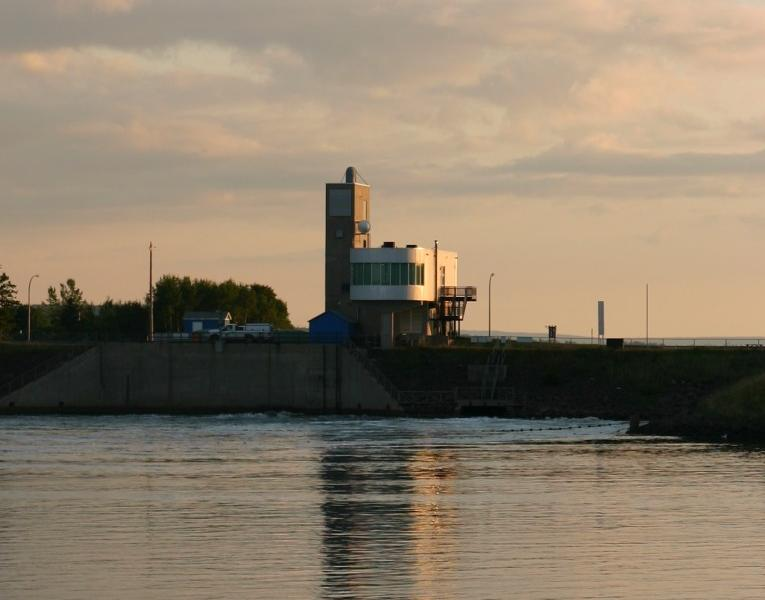
نیروگاه کشندی با ظرفیت تولید ۲۰ مگاوات در آناپولیس رویال در استان نوا اسکوشیا، کانادا

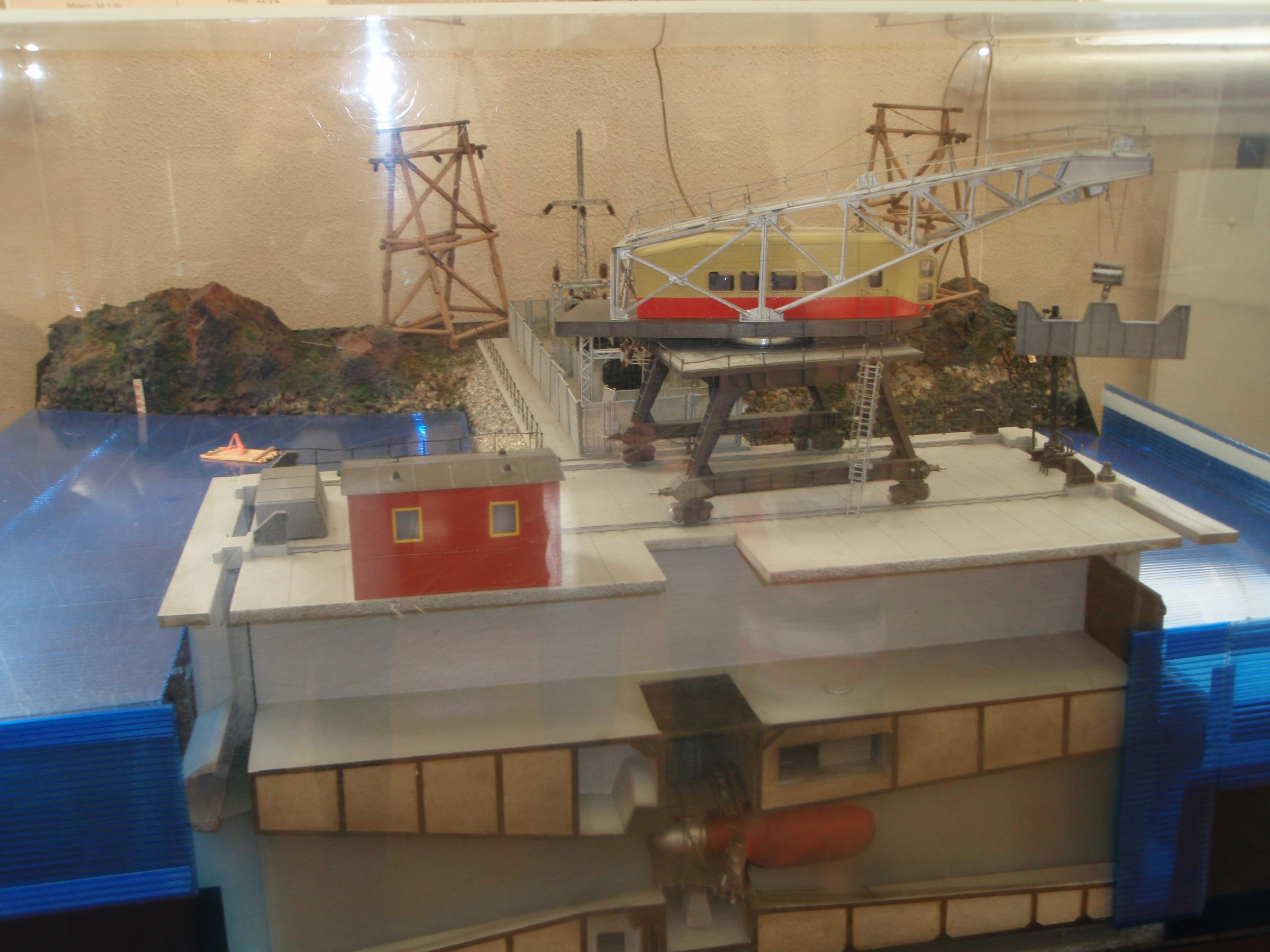
مدل نیروگاه کشندی در موزه پلی تکنیک دولتی، مسکو

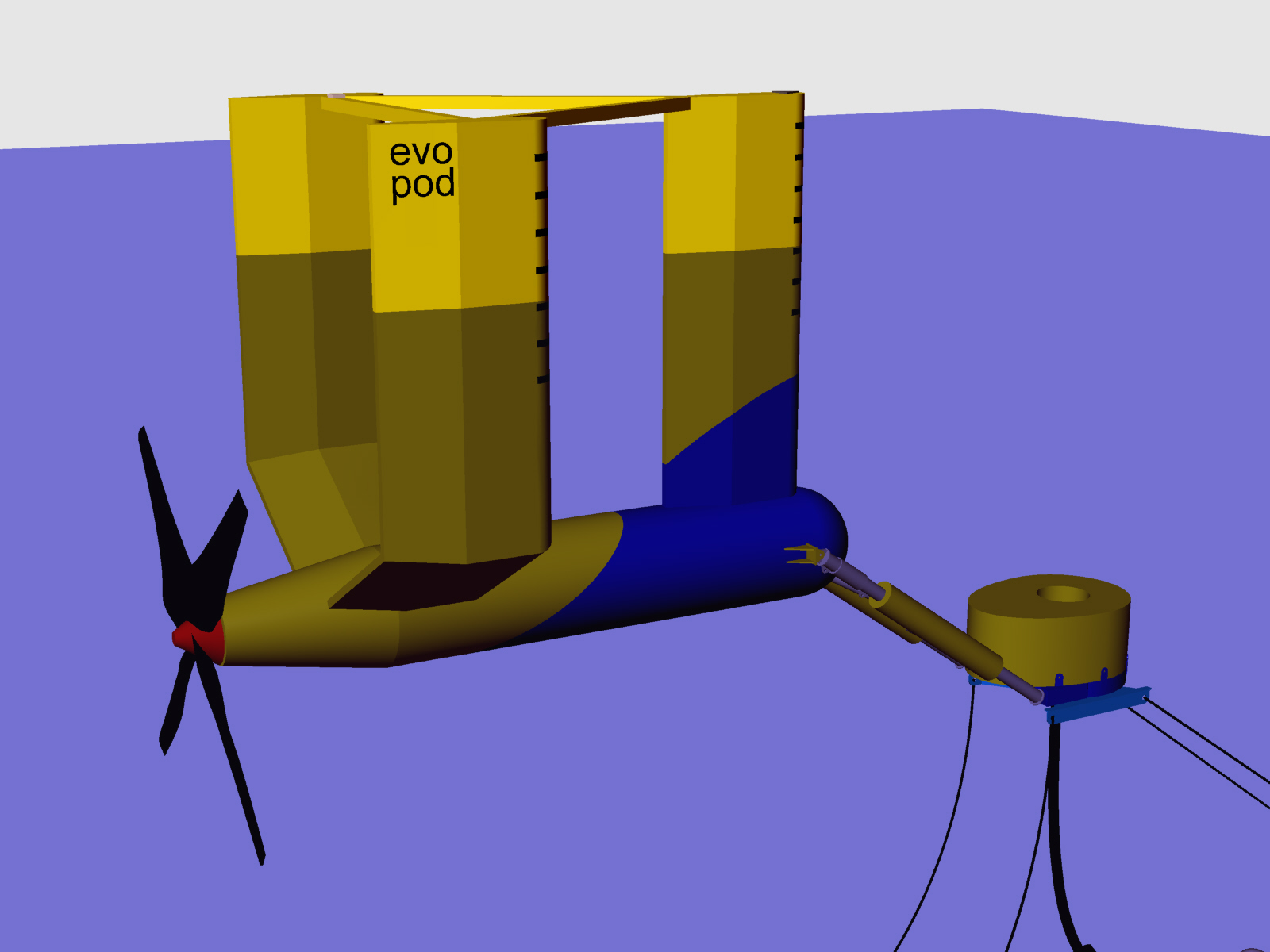
توربین کشندی EvoPod نصب شده در ایرلند شمالی

انرژی کشندی (به انگلیسی: Tidal power) یا انرژی جزر و مد شکلی از انرژی آبی است که از تبدیل نیروی جزر و مد به تولید انرژی الکتریکی بدست می‌آید. انرژی جزر و مد یک منبع تجدیدپذیر است.
گرچه هنوز استفاده از انرژی جزر و مد فراگیر نشده اما می‌تواند یکی از منابع تولید برق آینده باشد. وقوع جزر و مد بهتر از انرژی باد و انرژی خورشیدی قابل پیش‌بینی است. در میان منابع انرژی‌های تجدیدپذیر، استفاده از انرژی کشندی همیشه با مشکل هزینهٔ بالا و محدودیت در مکان‌های با کشند شدید یا سرعت بالای جریان آب روبرو بوده‌است.
با این وجود، بسیاری از پیشرفت‌های اخیر در طراحی (مانند نیروگاه کشند دینامیکی، تالاب‌های کشندی) و هم در تکنولوژی توربین (مانند توربین‌های جدید محوری و کراس فلو) نشان می‌دهد که کل برق کشندی موجود ممکن است از آنچه تا پیش از این فرض می‌شد بسیار بیشتر باشد و ممکن است هزینه‌های اقتصادی و زیست‌محیطی آن هم به سطح قابل رقابتی کاهش یابد.
از نظر تاریخی آسیاب‌هایی که از انرژی کشندی بهره می‌گرفته‌اند هم در اروپا و هم در سواحل شرقی آمریکای شمالی وجود داشته‌اند. آب ورودی در استخرهای بزرگی ذخیره می‌شدند و در هنگام فروکش کردن مد چرخ‌های آبی را به چرخش درمی‌آوردند که از این نیروی مکانیکی برای آرد کردن غلات استفاده می‌شده‌است. تاریخ اولین آسیاب‌ها به سده‌های میانی و حتی به روم باستان بر می‌گردد. تنها در سدهٔ نوزدهم بود که فرایند استفاده از آب‌های ریزان و توربین‌های چرخان برای تولید برق در آمریکا و اروپا معرفی شد.
نیروگاه کشندی رانس اولین نیروگاه کشندی در مقیاس بزرگ است که در سال ۱۹۶۶ مورد بهره‌برداری شد.

## انرژِی جزر و مد
جزر و مد در اثر کشش جاذبه‌ای ماه و خورشید و چرخش زمین به وجود می‌آید و استفاده از انرژی آن که یکی از اشکال انرژی‌های دریایی است در حال گسترش است. نزدیک سواحل دریا، در جهان مناطقی هست که سطح آب می‌تواند تا ۲۴ متر به بالا کشیده شود. تنها حدود ۲۴ نقطه در جهان وجود دارد که دارای شرایط مناسب و حدود جزر و مدهایی با ارتفاع کافی (حدود ۶ متر به بالا) برای تولید انرژی که از دیدگاه اقتصادی مقرون به صرفه باشد. ساده‌ترین سیستم تولید نیرو برای دستگاه‌های جزر و مدی شامل سدی به صورت مانع در عرض مدخل کولاب در حاشیهٔ دریا است. هنگام جزر و مدهای بزرگ دروازه‌های آبگیر مانع، اجازهٔ ورود آب را به طرف جزرومد می‌دهد و آب را از میان سیستم توربین خروجی عبور می‌دهد. این زمان را که بین بالاترین نقطهٔ مد و پایین‌ترین نقطهٔ جزر وجود دارد در زبان انگلیسی «ebb tide» می‌گویند. سیستم‌های دو راهه‌ای هم برای تولید برق در هنگام مد و هم در هنگام جزر وجود دارد که بازده سیستم را بیشتر می‌کند.
موانع جزرومدی می‌توانند سطح جزرومد را در ظرف تغییر داده و میزان آشفتگی را در آب بالا ببرند. این مسئله می‌تواند روی جهت‌یابی و تفریح نیز تأثیر بگذارد. بزرگ‌ترین ضرر بالقوهٔ استفاده از نیروی جزر و مدی، تأثیر یک ایستگاه جزر و مد روی گیاهان و حیوانات و تأثیرهای احتمالاً ناخواسته بر اکوسیستم مصب کولاب است. همچنین حصارهای جزرومدی می‌توانند انرژی جزرومد را مهار کنند، یک حصار جزر و مدی دارای توربین‌های قائم محور هستند که روی یک حصار سوار شده‌است. تمام آبی که عبور می‌کند به درون توربین‌ها رانده می‌شود. این تأسیسات در جاهایی مانند کانال‌های بین خشکی‌ها نیز می‌توانند بکار گرفته شوند. حصارها تأثیر زیست‌محیطی کمتری نسبت به موانع جزرومدی دارند، اگرچه می‌توانند برای حرکت حیوانات بزرگ دریایی و نیز قایق‌رانی و آمدو شدهای شناورها مشکل ساز باشند. هزینهٔ نصب حصارهای جزرومدی نیز کمتر از موانع جزرومدی است. یک حصار جزرومدی در سواحل فیلیپین در حال فعالیت است. توربین‌های جزر و مدی تکنولوژی جدیدی هستند که در بسیاری از نواحی جزر و مدی بکار گرفته می‌شود. آن‌ها اساساً توربین‌های بادی هستند که در هر محلی که جریان جزر و مدی قوی دارد، واقع شده‌اند. از آنجا که آب ۸۰۰ مرتبه چگال تر از هوا است، توربین‌های جزر و مدی مجبور به داشتن مقاومت بیشتری از توربین‌های بادی خواهند بود. این توربینها سنگین‌تر و گران‌تر هستند اما قادرند در نهایت انرژی بیشتری را به دام بیندازند.

## تکنیک‌های استفاده از انرژی جزر ومد
- یکی از روش‌های ساده و قدیمی استفاده از انرژی جزر و مد ایجاد یک حوض تنها است. این تکنیک فقط یک حوض را با مسدود کردن خلیج حاصله از مصب رود یا خلیج اصلی با استفاده از یک سد مورد استفاده قرار می‌دهد. در طول دوره تناوب یا بالا آمدن آب، از دریچه‌های راه‌های کانالی، آب حوض را پر می‌کند. وقتی که سطح آب در حوض بالاتر از سطح آب دریا است؛ انرژی پتاسیل آب مسدود شده در حوض با گذشتن از توربین مولد الکتریسته به انرژی الکتریکی تبدیل می‌شود. در این طرح حدود ۵ ساعت تولید و ۶ تا ۷ ساعت پرکردن مجدد و توقف مشخص می‌شود. تکنیک انرژی خروجی یک راهه حوض تنها با قرار دادن توربین، مولدی که می‌تواند موتور پمپ کمکی به هنگام عملیات پر کردن مجدد مورد استفاده قرار گیرد، اصلاح می‌شود.
- طرح دیگر عبارت از یک حوض با دو راه است؛ که تولید انرژی بر اثر حرکت آب از طرف دریا به حوض و از طرف حوض به دریا صورت می‌گیرد. با بکار بردن چنین دستگاهی انرژی بیشتری نسبت به طرح قبلی تولید می‌شود. با وجود این انرژی تولید شده در این طرح مانند طرح یک راهه آن چنان زیاد نیست، بنابراین توربین‌های طرح دو راهه بسیار بزرگ و گران‌قیمت هستند. انرژی خروجی تکنیک مولد یک دو راهه نیز باید با پمپ کمکی اصلاح شود، توسعه طرح انرژی جزر و مد رانس برای دو راه عملیات حوض تنها با پمپ بوده‌است.

## تولید برق از طریق انرژی جزر ومد
نیروگاه‌های تولید الکتریسیته در اعماق آب دریاها با استفاده از قدرت جزر و مد می‌توانند کمکی برای مسئلهٔ انرژی جامعه بشری باشند. نخستین پروژه از این نمونه با یک سیستم نوین، در حال حاضر مشغول به کار است. پره‌های ۱۱ متری یک توربین زیر آبی به آرامی و بدون سر و صدا در حال گردشند. این نخستین پروژهٔ تولید الکتریسیته از نیروی جزر و مد در عمق دریاست که به شیوه‌ای نوین به کار گرفته شده‌است توربین‌های تولید انرژی، که در عمق ۲۰ متری در فاصله ۲ کیلومتری ساحل «دوون» واقع در جنوب غربی انگلیس کار می‌کنند حاصل ۴ سال تلاش مهندسان و کارشناسان دانشگاه کاسل آلمان است. این تنها نیروی جزر و مد است که پروانه‌های عظیم این توربین‌های زیرآبی، با نام «جریان دریایی» را به چرخش درمی‌آورد. این توربین‌ها، برخلاف توربین‌های بادی که وابسته به شرایط آب و هوایی هستند می‌توانند در اعماق دریا و به دور از تغییر و تحولات جوی به‌طور دائم به کار خود ادامه داده و به تولید الکتریسیته بپردازند. در سواحل اسکاتلند برای تولید الکتریسیته تنها از نیروی امواج استفاده می‌شود. باله‌ها جریان امواج را به درون تونلی منتقل کرده و به این ترتیب تودهٔ هوا را به جلو می‌رانند و با کمک این توده هوا توربینی به گردش در می‌آید. اما ساده‌ترین سیستم بهره‌برداری از انرژی جزر و مد سیستمی است که دانمارکی‌ها به کار می‌گیرند. در این سیستم، امواج مستقیماً توسط یک سطح شیب دار به سوی پره‌های توربین رانده می‌شوند و آن را به حرکت درمی‌آورند.

## ایجاد انرژی کشندی
توان کشندی از جزر و مد اقیانوسی زمین گرفته می‌شود؛ نیروهای کشندی تغییرات متناوب جاذبه گرانشی وارد شده از اجرام آسمانی است. در زمین عوامل اصلی ایجاد این انرژی عمدتاً ماه؛ به خاطر نزدیکی بیشتر و گرفتاریش در قفل جزر و مدی با زمین، و سپس خورشید است و اجرام آسمانی دیگر تأثیر چندانی در ایجاد آن ندارند. این نیروها حرکات و جریان‌هایی را در اقیانوس‌ها به وجود می‌آورد. این نیروی جاذبه شدید یک بر آمدگی در سطح آب ایجاد می‌کند که باعث افزایش سطح گذرای دریا می‌شود. با افزایش سطح دریا آب وسط اقیانوس به سمت ساحل رانده می‌شود و مد را به وجود می‌آورد. این پدیده به علت الگوی همیشگی مدار ماه به دور زمین همیشه در حال وقوع است. اندازه و ویژگی این حرکت نشان دهنده تغییر وضعیت ماه و خورشید نسبت به زمین، اثر چرخش زمین و جغرافیای محلی بستر دریا و خط ساحلی است.

## روش‌های تولید
از انرژی جزر و مدی می‌توان به چهار روش انرژی الکتریکی تولید کرد:

### ژنراتور جریان جزر و مدی
نوشتار اصلی: ژنراتور جریان جزر و مدی
ژنراتورهای جریان جزر و مد از انرژی جنبشی آب روان برای حرکت توربین‌ها استفاده می‌کنند، همان گونه که توربین‌های بادی برای حرکت از باد استفاده می‌کنند. برخی ژنراتورهای جزر و مدی را می‌توان در استراکچر پل‌های موجود نصب کرد که هیچ مشکل زیبایی‌شناختی در پی ندارد. توربین‌های به کار رفته می‌توانند به صورت افقی، عمودی یا کانال باز باشند.

### سد جزر و مدی
سدهای جزر و مدی از انرژی پتانسیل موجود در اختلاف ارتفاع بین فراکشند (کشند بالا) و فروکشند (کشند پایین) استفاده می‌کنند. هنگامی که از سد جزر و مدی برای تولید برق استفاده می‌شود، انرژی پتانسیل یک کشند با قرار دادن راهبردی سدهایی ویژه ذخیره می‌شود. هنگامی که سطح دریا افزایش می‌یابد و کشند شروع می‌شود افزایش موقتی انرژی جزر و مدی به یک حوض بزرگ در پشت سد هدایت می‌شود و مقدار زیادی انرژی پتانسیل ذخیره می‌شود. با عقب‌نشینی کشند انرژی این آب آزاد شده و با حرکت توربین‌های بزرگی انرژی آن به انرژی مکانیکی تبدیل شده و به واسطه ژنراتورهایی تولید برق انجام می‌شود. این سدها در طول ساحل در تمام طول دهانه رودخانه یا خلیج امتداد دارند.

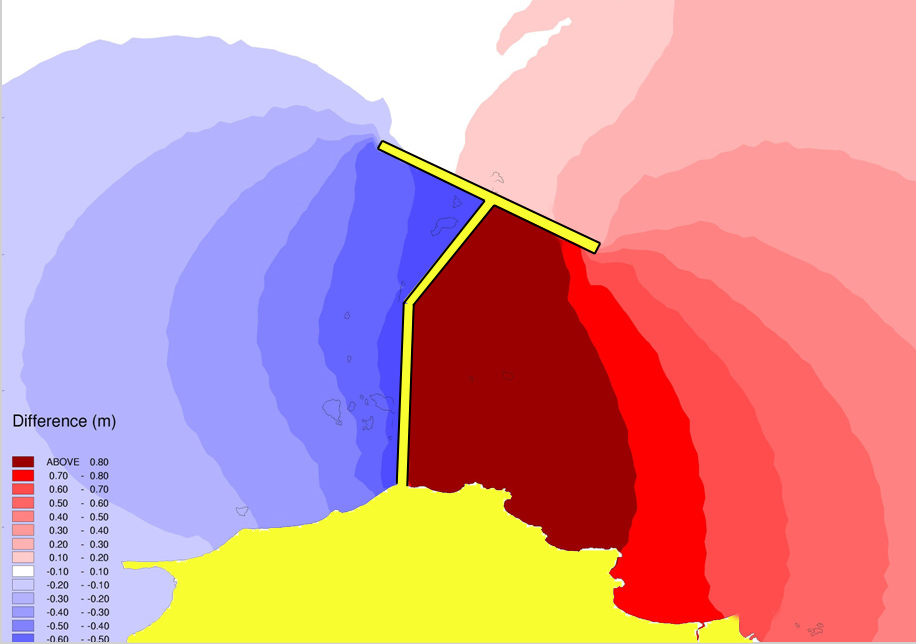
از بالا به پایین یک سد DTP. رنگ‌های آبی و قرمز تیره به ترتیب نشان دهنده جزر و مد کم و زیاد است.

### نیروی کشندی دینامیک
نیروی جزر و مدی دینامیک یک فناوری آزمایش نشده اما نویدبخش است که از کنش متقابل بین انرژی‌های پتانسیل و جنبشی در جریان‌های جزر و مد استفاده می‌کند. این فناوری پیشنهاد می‌کند سدهای بسیار طولانی (برای نمونه به طول ۳۰ تا ۵۰ کیلومتر) از ساحل مستقیم (بدون محوطه‌سازی) به سمت دریا یا اقیانوس ساخته شود بدون آنکه ناحیه‌ای را دربر گیرد. اختلافات فاز جزر و مد ایجاد شده در دو سوی سد به تفاوت قابل توجهی در سطح آب دریاهای ساحلی کم عمق می‌انجامد.

### تالاب جزر و مدی
تالاب جزر و مدی گزینه جدید طراحی انرژی جزر و مدی است که شامل دیوارهای نگهدارنده مدور که در آن توربین‌ها تعبیه شده‌است و بتوانند انرژی بالقوه جزر و مد را جذب کنند. مخازن ایجاد شده شبیه به سدهای جزر و مدی است با این تفاوت که این مکان مصنوعی است. سدها هم‌چنین می‌توانند با پمپاژ یا بدون پمپاژ باشند.

## جز و مد

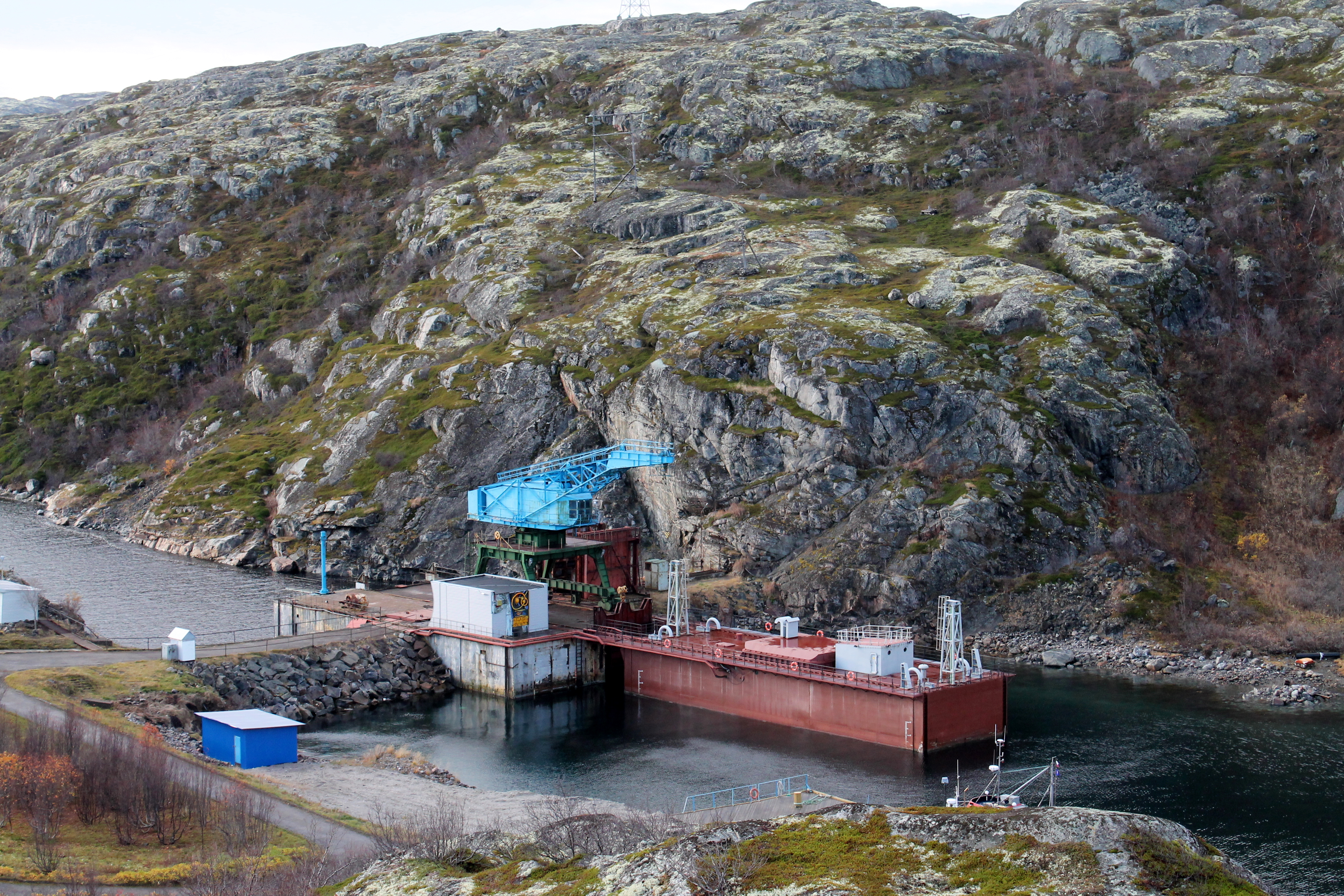
نیروگاه جزرومدی کیسلایا در کوبا

یکی از اثراتی که ماه بر زمین می‌گذارد جزر و مد (Tides) است. نیروهای گرانشی مابین ماه و خورشید و زمین سبب بالا و پایین رفتن منظم آب اقیانوس‌ها در سراسر جهان گردیده که نتیجه آن امواج جزر و مدی می‌باشد. ماه نیرویی بیش از دو برابر نیرویی که خورشید بر امواج جزر و مد تأثیر می‌گذارد اعمال می‌کند. در نتیجه جزر و مد به وضوح تابعی است از گردش ماه به دور زمین. در کل به نیروی حاصل از جزر (پایین رفتن آب) و مد (بالا آمدن آب دریا) در نواحی ساحلی گویند. این دو اثر را از وجود نیروی جاذبه ای به غیر از جاذبه زمین می‌دانیم. در میان سیارات منظومه شمسی، سیاره زمین تنها سیاره‌ای است که دارای مقادیر بسیار زیاد آب در سطحش می‌باشد به‌طوری‌که تقریباً سه چهارم سطح آن از آب پوشیده شده‌است. بیشتر مردم با تغییرات روزانه سطح آب دریاها به عنوان جزرومد آشناهستند. تقریباً در تمام نقاط ساحلی دنیا جزرومد به صورت دو بار مد (بالا آمدن آب) ودوبار جزر (پایین آمدن آب) وجود دارد. مقدار اختلاف بالا وپایین آمدن آب بین چند سانتی‌متر تا چند متر و در نقاط مختلف دنیا متفاوت است. برای نمونه درمنطقه‌ای در مرز کانادا وآمریکا این مقدار به حدود ۲۰ متر می‌رسد. برای بهره‌برداری از این نیرو توربین‌هایی در نواحی ساحلی مستقر می‌کنند که با قدرت آب می‌چرخند و با استفاده از این قدرت آن را به انرژی الکتریکی تبدیل می‌کنند.
ایجاد موج در روز و سیکل جزر در سطح هر جزئی از اقیانوس وجود دارد. دامنه ارتفاع موج جزر و مد در اقیانوس‌های آزاد در جایی که چندین سانتی‌متر آشفتگی در مرکز موج بالغ بر صدها کیلومتر آشفتگی می‌شود بسیار کم است. به هر حال موج می‌تواند مطابق دستورالعمل خاصی زمانی که به نواحی اقلیمی می‌رسد افزایش پیدا کند و حجم عظیمی از آب را به فواصل کوچک رودخانه‌ها و دهانهٔ رودها در وار ساحلی سرازیر نماید. اغلب جزر و مدهای ساحلی کشندی شامل دو طغیان و دو فروکش با یک دوره نیم روزی دوازده ساعت و بیست و پنج دقیقه‌ای هستند. از این رو برخی از سواحل وجود دارند که در آنجا جزر و مد تا دو مرتبه از لحاظ زمان جزر و مد روزانه طولانی‌تر هستند یا اینکه دست کم تلفیقی از هر دو با اختلاف و نابرابری روزانه است. اما به هر حال همیشه در دورهٔ روزانه یا نیم روزی ثابت هستند. میزان جزر و مد در هر ماه قمری متغیر است. بلندترین جزر و مدها جزر و مدهای بهاری نامیده می‌شوند که زمانی رخ می‌دهد که ماه و زمین و خورشید از نظر موقعیت مکانی در یک خط مستقیم قرار می‌گیرند (استقرار نقطه سه‌گانه) یا کهکشند نامیده می‌شوند و زمانی رخ می‌دهند که ماه و زمین و خورشید در زوایای قائم نسبت به یکدیگر قرار بگیرند. در واقع این تأثیرات، دو بار در فاصله میانگین ۲۴ساعت و ۵۳ دقیقه رخ می‌دهند؛ یعنی در هر ۱۲ساعت و ۲۶ دقیقه دو جزر یا دومد اتفاق می‌افتد. هنگامیکه ماه و زمین و خورشید هرسه در یک امتداد باشند شدت به حد اکثر می‌رسد. اگر خشکی‌ها مقابل کره ماه قرار بگیرند به علت مقاومت خشکی، خشکی حدود ۲۰ سانتی‌متر جابجا می‌شود که به آن جزر و مد خشکی می‌گویند؛ ولی مقاومت اقیانوس‌ها در مقابل کره ماه کمتراز خشکی است باید در نظر داشت که وقتی آن قسمت از زمین که در مقابل کره می‌باشد حالت مد داشته باشد نقطه مقابل آن در طرف دیگر زمین نیز، همین حالت مد را خواهد داشت؛ یعنی قسمت از زمین که ماه روی نصف ا لنهاربوده در اثر جاذبه ماه برای آبها، مد پیش می‌آید و در طرف دیگر که از جاذبه ماه دور بوده کمتر تحت تأثیر است. نیروهای جزر و مدی می‌توانند اثرات شگفت‌انگیزی را ایجاد کنند. اصطکاک آب‌های اقیانوس با بستر دریا چرخش زمین را به میزان ۰۰۱٪ثانیه در هر روز از قرن کاهش می‌دهد. بررسی فسیلهای حیوانات ثابت کرده‌است که ۴۰۰ میلیون سال پیش روز زمینی فقط ۲۲ساعت طول می‌کشیده به علاوه میدان گرانشی زمین نیز، نیروها ی جزر و مدی روی ماه اعمال می‌کند. بر روی سطح ماه، آب وجود ندارد اما اصطکاک، خم کردن و حرکت دادن صخره‌ها تا حدی حرکت چرخشی ماه را کند می‌کند و در درازمدت سبب شد که فقط یک سوی ماه به طرف زمین قرار گیرد که به آن گردش هماهنگ یا قفل جزر و مدی می‌گویند.

## طغیان و فروکش جزر و مد
طغیان و فروکش جزر و مد در طول خط ساحلی منطقه می‌تواند به صورت زیر توضیح داده شود: ارتفاع کم موج جزر و مد از صدها کیلومتر در سطح اقیانوس‌ها براساس چرخش به دور زمین تا زمانی که امواج در آن اقلیم به لب دریا برخورد نماید زیر ماه امتداد پیدا می‌کند. جرم آب توسط گرانش ماه کشیده می‌شود و دهانه رودخانه‌ها را پر می‌نماید. جایی که این جرم آب هیچ راهی برای گریز و پراکنده شدن در اقیانوس نمی‌یابد این امر به تداخل امواج و انباشته شدن آب در دهانه رودخانه‌ها منجر می‌شود. در نتیجه سطح آب بالا می‌آید (سیکل جزر و مد). جزر و مد در مسیر حرکت ماه مجدداً فروکش می‌کند و از سمت اقیانوس دور شده به زمین نزدیک می‌شود و اثر این گرانش روی آب اقیانوس‌ها تدریجاً کاهش پیدا می‌کند.

## تاریخچه
در قرن یازدهم از انرژی جزر و مد در ساحل اقیانوس اطلس در فرانسه، انگلستان و اسپانیا با قراردادن دستگاه‌هایی استفاده شد. استفاده عملی از انرژی جزر و مد در ابعاد تجربی بزرگ در قرن نوزدهم ادامه داده شد. تأسیسات استفاده از انرژی جزر و مد در انگلستان، آلمان، ایتالیا، شوروی سابق و آمریکا بکار گرفته شد. ماشینهای جزرومدی قدیمی قسمت کوچکی از انرژی جزر و مد موجود را برای تولید انرژی مکانیکی فراهم می‌کردند. توان مکانیکی چنین ماشین‌هایی بین ۳۰ تا ۱۰۰ کیلو وات بوده‌است. استفاده از انرژی جزر و مد برای تولید الکتریسیته اخیراً پیشنهاد شده‌است. تکنولوژی نو و مهندسی پیشرفته در ساختن سدهای آب و توربینها و بالا رفتن قیمت دیگر منابع انرژی سبب توسعه بیشتر استفاده از انرژی جزر و مد شده‌است. دو نوع مانع تجاری از لحاظ اندازه در حال حاضر مورد استفاده است. یکی در لارنس (La Rance) فرانسه و نوع دیگر در کانادا، نوا اسکوشیا (Nova Scotia) رویال آناپلیس(Annapolis Royal) است. ایالات متحده هیچ دستگاه جزرومدی ندارد و تنها محل که نیروی جزرومدی می‌تواند انرژی به صرفة اقتصادی را تولید کند در نظر دارد فرانسه، انگلستان، کانادا و روسیه استعداد بیشتری از این بابت دارند. اولین طرح بزرگ انرژی الکتریکی از جزر و مد در فرانسه در سال ۱۹۶۶ شروع به کار کرد. در این واحد ضریب توان تبدیل انرژی جزرومد به الکتریسیته در حدود ۱۸ تا ۲۵ در صد است. انرژی جزر و مد آلوده‌کننده نیست و برای موجودات دریایی نیز اثرات کمی دارد. در قرن یازدهم میلادی نیز آسیابان‌های سواحل ولز، سنگ‌های آسیاب خود را با کمک نیروی جزر و مد به کار می‌انداختند و بر همین اساس هم یک نیروگاه بهره‌برداری از قدرت جزر و مد در «سانت متلو» ی فرانسه از ۳۵ سال پیش تاکنون به کار مشغول است. اما از این روش، تنها در شمار اندکی از سواحل جهان می‌توان استفاده کرد؛ یعنی در سواحلی که تفاوت ارتفاع سطح آب، در حین جزر و مد بیش از چندین متر است. همین‌طور امروزه در سواحل جزیره «شتلند» توربین دیگری به تولید الکتریسیته مشغول است. در مقابل سواحل کالیفرنیا، فلوریدا و کرانه شرقی کانادا پروژه‌ای مشابه به کار گرفته شده‌است. کارشناسان معتقدند طی ۳۰ سال آینده می‌توان از این توربین‌ها برای تولید ۴۰ درصد از انرژی مورد نیاز خانه‌های مسکونی بهره جست.